# I'm Your Daddy
"I'm Your Daddy" és el segon senzill de l'àlbum d'estudi Raditude, de la banda estatunidenca Weezer. Va debutar en la posició trenta en la llista Modern Rock Charts. A Canadà fou llançada com a tercer senzill per darrere de "Let It All Hang Out". És l'única cançó de Raditude produïda per Dr. Luke. Tot i la pobre rebuda de l'àlbum per part dels mitjans, aquesta cançó va rebre crítiques força positives i es considera la millor del disc.
Weezer va llançar dos videoclips oficials. El primer fou filmat per Karl Koch durant la gira realitzada el 2009 i fou llançat per MySpace. El segon fou dirigit per Vevo i publicat per YouTube i pel web oficial del grup. Mentre el primer mostrava imatges dels concerts i dels "camerinos", en el segon apareixia el grup durant un "impromptu outdoor show" al Douglas Park de Santa Monica. Els artistes Hayley Williams (cantant de Paramore), Sara Bareilles i Kenny G van realitzar un cameo en el videoclip.